# Ana Hickmann

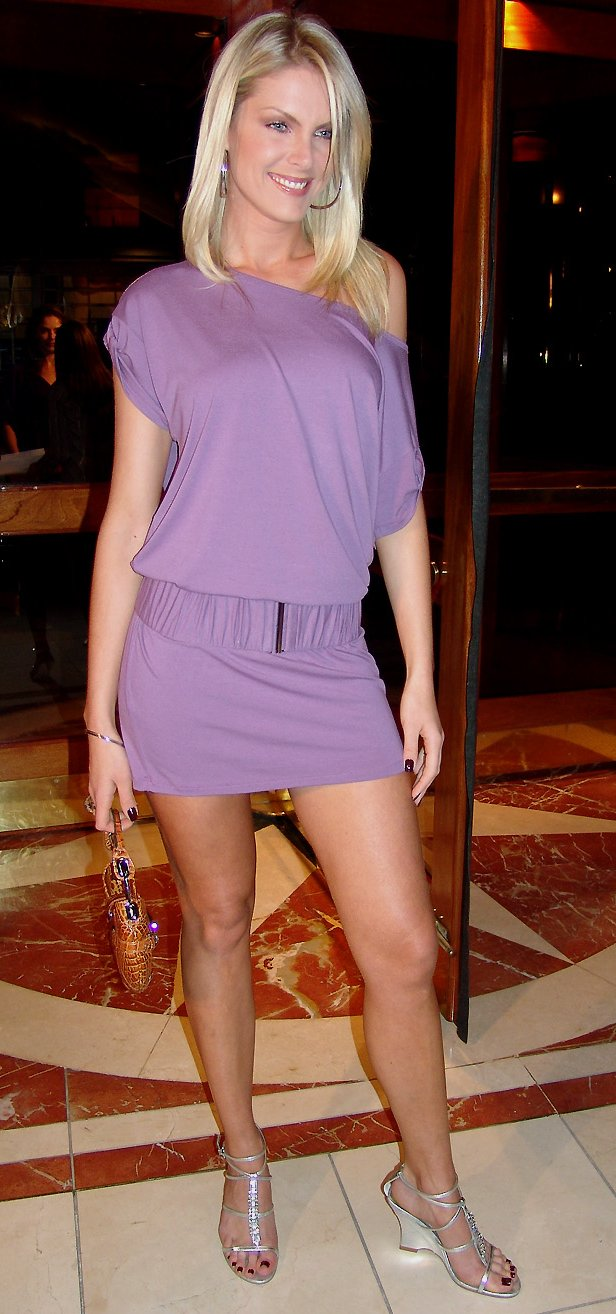
Ana Hickmann

Ana Lúcia Hickmann Corrêa (n. 1 martie 1981, Santa Cruz do Sul, Rio Grande do Sul, Brazilia) este un topmodel brazilian. Ea a devenit renumită prin picioarele lungi (122 cm) fiind înregistrată în anul 2002 în cartea Guinness World Records, record doborât de Adriana Karembeu.

## Date biografice
Strămoșii lui Ana Hickmann provin din Germania, dar ea deja s-a născut în Brazilia. În anul 1996 Ana vizitează rudele în São Paulo, care o conving să participe la un concurs de frumusețe ca model. La 14 februarie 1998 când avea 16 ani, se căsătorește cu fostul fotomodel Alexandre Corrêa, care era  cu 9 ani mai în vârstă ca ea. Ana Hickmann este angajată pentru suma de 250.000 dolari  la agenția de modă Victoria’s Secret. Între timp ea mai face reclamă pentru desous și articole cosmetice. Ana deține  un studio foto și o agentură DJ. Ana Hickmann este și moderatoare TV în emisiunea Record al Oratoriei. Ea este cel mai bine plătit fotomodel brazilian, trăiește acum în New York și Sao Paulo, având și o activitate caritativă.